# 科爾甘
科爾甘是土耳其的城鎮，位於該國北部，由奧爾杜省負責管轄，海拔高度673米，主要經濟活動有養蜂業和牛奶業，該鎮在1398年成為奧托曼帝國的一部分，2000年人口15,587。

## 外部連結
- District municipality's official website （土耳其文）
- Road map of Korgan and environs
- Various images of Korgan, Ordu （页面存档备份，存于）
- Korgan Dünü ve Bugünü
- Korgan Dünü ve Bugünü

40°49′29″N 37°20′48″E / 40.82472°N 37.34667°E